# J. Harry McGregor

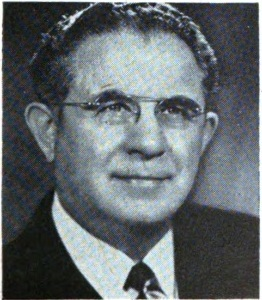
J. Harry McGregor (1955)

J. Harry McGregor (* 30. September 1896 bei Unionport, Jefferson County, Ohio; † 7. Oktober 1958 in Coshocton, Ohio) war ein US-amerikanischer Politiker. Zwischen 1940 und 1958 vertrat er den Bundesstaat Ohio im US-Repräsentantenhaus.

## Werdegang
Harry McGregor besuchte die öffentlichen Schulen seiner Heimat, das West Lafayette College und das Oberlin College. Während des Ersten Weltkrieges war er in den Jahren 1917 und 1918 Feldwebel in der US Army. Zwischen 1918 und 1945 arbeitete er in West Lafayette in der Holz- und Baubranche. Politisch wurde er Mitglied der Republikanischen Partei. Acht Jahre lang gehörte er dem Schulausschuss von West Lafayette an. Zwischen 1935 und 1940 saß er als Abgeordneter im Repräsentantenhaus von Ohio, dessen Präsident er in den Jahren 1939 und 1940 war.
Nach dem Tod des Abgeordneten William A. Ashbrook wurde McGregor bei der fälligen Nachwahl für den 17. Sitz von Ohio als dessen Nachfolger in das US-Repräsentantenhaus in Washington, D.C. gewählt, wo er am 27. Februar 1940 sein neues Mandat antrat. Nach acht Wiederwahlen konnte er bis zu seinem Tod am 7. Oktober 1958 im Kongress verbleiben. In diese Zeit fielen der Zweite Weltkrieg, der Beginn des Kalten Krieges, der Koreakrieg und innenpolitisch die Bürgerrechtsbewegung. Von 1947 bis 1949 sowie nochmals von 1953 bis 1955 war er Vorsitzender des Special Committee on Chamber Improvements. Zum Zeitpunkt seines Todes war McGregor bereits für eine weitere Legislaturperiode nominiert worden.